# Lâm (họ)
Lâm là một họ của người ở vùng Văn hóa Đông Á. Họ này có mặt ở Việt Nam (chữ hán: 林), Triều Tiên (Hangul: 임, Romaja quốc ngữ: Im), Trung Quốc (chữ Hán: 林, Bính âm: Lín) và Nhật Bản.
Tại Trung Quốc trong danh sách Bách gia tính họ Lâm đứng thứ 147, và xếp thứ 17 về mức độ phổ biến theo thống kê năm 2007. Họ Lâm tập trung chủ yếu ở Phúc Kiến và Đài Loan. Họ này còn hay xuất hiện trong các cộng đồng Hoa kiều, nhất là ở các nước Đông Nam Á, ví dụ ở Malaysia là họ Lim, một họ có nhiều nhân vật quan trọng trong giới chính trị và kinh doanh Malaysia. Ở Nhật Bản họ Lâm (林/ はやし Hayashi) là họ có mức độ phổ biến đứng thứ 19.

## Người Việt Nam họ Lâm có danh tiếng
- Lâm Minh Thành, chính khách, Phó Bí thư Tỉnh ủy, Chủ tịch UBND tỉnh Kiên Giang
- Lâm Quang Thành, Giáo sư, Tiến sĩ, Nguyên Phó Tổng cục Trưởng Tổng cục TDTT, Nguyên viện trưởng viện Khoa học TDTT
- Lâm Văn Mẫn, chính khách dân tộc Khmer, Bí thư Tỉnh ủy Sóc Trăng, Chủ tịch HĐND tỉnh Sóc Trăng
- Lâm Thị Phương Thanh, Phó Chánh Văn phòng Trung ương Đảng Cộng sản Việt Nam, nguyên Bí thư Tỉnh ủy Lạng Sơn, nguyên Phó Trưởng Ban Tuyên giáo Trung ương Đảng Cộng sản Việt Nam
- Lâm Giang, vị tướng nhà Đinh có công giúp Đinh Bộ Lĩnh đánh dẹp 12 sứ quân vào thế kỷ X.
- Lâm Quang Ky, phó tướng của Nguyễn Trung Trực
- Phi Vân, tên thật là Lâm Thế Nhơn, nhà văn Việt Nam đầu thế kỷ XX
- Đông Hồ, tên thật là Lâm Tấn Phác, nhà thơ Việt Nam đầu thế kỷ XX
- Hòa thượng Thích Quảng Đức, tên thật là Lâm Văn Tức, người tự thiêu trong phong trào biểu tình của giới tăng ni tại Sài Gòn năm 1963
- Yến Lan (1916-1998), tên thật là Lâm Thanh Lang, là một nhà thơ, nhà viết kịch Việt Nam. Ông còn có bút danh khác là Xuân Khải.
- Lâm Hồng Long, nghệ sĩ nhiếp ảnh Việt Nam, Giải thưởng Hồ Chí Minh đợt I
- Lâm Thị Mỹ Dạ, nhà thơ Việt Nam
- Lê Uyên, tên thật là Lâm Phúc Anh, ca sĩ Việt Nam
- Lâm Văn Thê, thượng tướng Công an Nhân dân Việt Nam
- Lâm Uyển Nhi (1975-2008), đoạt giải nhất cuộc thi Người đẹp các thành phố biển năm 1989.
- Lam Phương, tên thật Lâm Đình Phùng, nhạc sĩ Việt Nam.
- Lâm Văn Phát, trung tướng Quân lực Việt Nam Cộng hòa.
- Lâm Thành Nguyên,Tướng Lĩnh quân đội Hoà Hảo
- Lâm Thị Phấn, tình báo viên, chị gái Lâm Văn Phát
- Lâm Hùng, ca sĩ, diễn viên. (tên thật Lâm Văn Hùng)
- Lâm Khánh Chi, tên thật là Lâm Chí Khanh, ca sĩ, người chuyển giới nổi tiếng tại Việt Nam.
- Lâm Nhật Tiến (1978) và Lâm Thúy Vân (1970), hai ca sĩ nổi tiếng của Việt Nam tại hải ngoại
- Lâm Ti Phông, cầu thủ bóng đá chuyên nghiệp, cựu tuyển thủ U-19 và U-23 Việt Nam.

## Người Trung Quốc họ Lâm có danh tiếng
- Lâm Vũ (1962), Tỉnh trưởng Chính phủ Nhân dân tỉnh Sơn Tây.
- Lâm Nhân Triệu, đại tướng nhà Nam Đường
- Lâm Sĩ Hoằng, vua nước Sở thời nhà Tùy
- Lâm Bô, thi sĩ thời nhà Tống
- Lâm Xung,một trong 108 anh hùng Lương Sơn Bạc
- Lâm Tắc Từ, đại quan thời nhà Thanh
- Lâm Ngữ Đường, nhà văn Trung Quốc đầu thế kỷ XX
- Lâm Bưu, nguyên soái Giải phóng quân Trung Quốc
- Lâm Linh Đồng, đạo diễn Hồng Kông
- Lâm Gia Hân, diễn viên Hồng Kông
- Lâm Thanh Hà, diễn viên Đài Loan
- Lâm Chí Linh, người mẫu Đài Loan
- Lâm Tâm Như, diễn viên Đài Loan
- Lâm Y Thần, diễn viên Đài Loan
- Lâm Chí Dĩnh, diễn viên, ca sĩ, tay đua xe chuyên nghiệp Đài Loan.
- Lâm Phong, diễn viên, ca sĩ Hồng Kông
- Lâm Canh Tân, diễn viên Trung Quốc
- Lâm Đại Ngọc, nhân vật trong tiểu thuyết Hồng lâu mộng.
- Lâm Phong Tùng, diễn viên Trung Quốc
- Lâm Ngạn Tuấn, ca sĩ, diễn viên, cựu thành viên nhóm nhạc Nine Percent, người Đài Loan
- Lâm Đan, vận động viên cầu lông huyền thoại của Trung Quốc

## Người Triều Tiên họ Lâm có danh tiếng
- Im Gyeong Eop (Hán Việt: Lâm Khánh Nghiệp), đại tướng của nhà Triều Tiên
- Im Kwon-taek (Hán Việt: Lâm Quyền Trạch), đạo diễn Hàn Quốc
- Im Sang-soo (Hán Việt: Lâm Tương Thù), đạo diễn Hàn Quốc
- Im Su-jeong (Hán Việt: Lâm Tú Linh), diễn viên Hàn Quốc
- Lim Yo-Hwan (Hán Việt: Lâm Dao Hoán), game thủ Hàn Quốc
- Im Yoon Ah (Hán Việt: Lâm Nhuận A, diễn viên, ca sĩ, thành viên nhóm SNSD Hàn Quốc
- Im Na-yeon (Hán Việt: Lâm Na Liễn, ca sĩ, thành viên nhóm nhạc Twice Hàn Quốc
- Im Jae-bum (Hán Việt: Lâm Tại Phạm), ca sĩ, thành viên nhóm nhạc GOT7
- Im Chang-kyun (Hán Việt: Lâm Xương Quân), ca sĩ, thành viên nhóm nhạc MONSTA X
- Lim Na-young (Hán-Việt: Lâm Na Vinh), ca sĩ, vũ công, cựu thành viên I.O.I, thành viên nhóm nhạc Pristin
- Im Young-min (Hán-Việt: Lâm Anh Mẫn), ca sĩ, vũ công, thành viên nhóm nhạc MXM  và AB6IX.
- Im Dal-young (Hán-Việt: Lâm Đạt Vĩnh), mangaka

## Người Nhật Bản họ Lâm có danh tiếng
- Hayashi Fumio (Hán Việt: Lâm Văn Phu), nhà kinh tế học, đoạt giải Nakahara năm 1995.
- Hayashi Asuka (Hán Việt: Lâm Minh Nhật Hương), ca sĩ
- Hayashi Chūshirō (Hán Việt: Lâm Trung Tứ Lang), nhà thiên văn học.
- Hayashi Senjūrō (Hán Việt: Lâm Tiển Thập Lang), Thủ tướng Nhật Bản.
- Hayashi Yoshiki (Hán Việt: Lâm Giai Thụ), nhạc sĩ
- Hayashi Razan (Hán Việt: Lâm La San), Nho gia

## Người họ Lâm có danh tiếng khác
- Sudono Salim (Hán Việt: Lâm Thiệu Lương), tỉ phú Indonesia
- Lim Goh Tong (Hán Việt: Lâm Ngô Đồng), tỉ phú Malaysia
- Lim Kit Siang (Hán Việt: Lâm Cát Tường), chủ tịch Đảng Nhân dân Hành động Malaysia
- Lim Guan Eng (Hán Việt: Lâm Quan Anh), thống đốc bang Pulau Pinang của Malaysia
- Lim Jock Hoi (Hán Việt: Lâm Ngọc Huy), Tổng thư ký ASEAN